# Flexform
FLEXFORM est une entreprise italienne, installée à Meda, au cœur de la Brianza, une région spécialisée dans la production de meubles. Fondée en 1959 par les frères Galimberti, l’entreprise conçoit, produit et commercialise des meubles haut de gamme et des accessoires de décoration tant pour les particuliers que  pour le secteur public.

## Historique
Au début du XXe siècle, la famille Galimberti ouvrit un atelier artisanal où elle fabriquait des fauteuils et des canapés. En 1959, les frères Romeo, Pietro et Agostino Galimberti décidèrent d’appeler l'entreprise Flexform di Galimberti et de commercialiser les produits au niveau local.
En 1967, l'entreprise devint une société par actions et l’atelier se transforma en une structure industrielle. C'est alors que furent nouées des collaborations avec des architectes et créateurs italiens, dont plusieurs devinrent des acteurs importants du design italien.
En 1969, Flexform confia l’étude du logo à Pino Tovaglia, le graphiste qui, ces années-là, dessina également le logo de Pirelli, tandis que le designer Joe Colombo concevait le fauteuil Tube Chair, exposé plus tard dans la collection permanente du Museum of Modern Art (MoMA) de New York.
Dans les années 1970, Flexform commença à exporter à l’étranger. Sa participation à la Foire du Meuble de Cologne lui permit de se faire connaître dans les marchés de l’Europe du Nord. L’Europe connut alors des années d’expansion économique qui permirent à la deuxième génération de la famille Galimberti d’élargir son horizon commercial jusqu’aux marchés d’outre-mer. À la fin des années 1990, l’arrivée de la troisième génération fut marquée par la consolidation des exportations au Brésil, en Russie, en Chine, aux États-Unis, ainsi que dans les pays du Moyen et de l’Extrême-Orient.
Dans le même temps, il devint nécessaire de diversifier ultérieurement l’offre pour mieux répondre au goût des marchés émergents. C'est ainsi qu’en 2001, on lança Flexform Mood, une nouvelle collection de produits au style international et rétro, coordonnée initialement par le designer américain John Hutton.
L'entreprise a gardé un caractère familial. Elle emploie quelque 135 personnes et son usine couvre une superficie de 30 000 m2. Toute la production continue d’être réalisée exclusivement en Italie, à Meda, pour garantir un produit d'origine italienne.

## Designers
Au fil des années, l’étude des nouveaux produits a été confiée à des designers et à des architectes, dont : Asnago-Vender, Sergio Asti, Cini Boeri, Joe Colombo, Paolo Nava, Rodolfo Bonetto, Carlo Colombo, Gigi Radice, Giulio Manzoni. Pendant les quarante dernières années, la coordination de toute la collection a été confiée à l'architecte Antonio Citterio.
En 2016 Flexform présente le canapé Adagio, dessiné par l’architecte Daniel Libeskind

## Prix
Le fauteuil A.B.C.D. dessiné par Antonio Citterio a remporté la Mention d'Honneur XXIV Compasso d'Oro ADI.